# مارك زبوروسكي
مارك زبوروسكي (27 يناير 1908 - 30 أبريل 1990) كان عالم أنثروبولوجيا، ووكيلًا للمفوضية الشعبية للشؤون الداخلية (أسماؤه الرمزية في مشروع فينونا هيتوليب وكانت)، وكان جاسوسًا قيمًا للمفوضية الشعبية للشؤون الداخلية داخل المنظمة التروتسكية في باريس خلال ثلاثينيات القرن العشرين، وفي نيويورك خلال أربعينيات القرن العشرين.

## طفولته في أومان
كان زبوروسكي أحد أربعة أطفال وُلدوا لعائلة يهودية في مدينة أومان بالقرب من تشيركاسي، في عام 1908. وفقًا للقصة التي أخبرها زبوروسكي لأصدقائه، انتقل والداه المحافظان إلى بولندا عام 1921 هربًا من ثورة أكتوبر في روسيا. بينما كان زبوروسكي طالبًا، عصى والديه وانضم إلى الحزب الشيوعي البولندي. أدى نشاطه السياسي إلى سجنه، ثم هرب إلى برلين وفشل في العثور على عمل هناك. انتقل إلى فرنسا والتحق بجامعة غرينوبل، ودرس الأنثروبولوجيا وعمل كنادل.

## نشأته في باريس
في عام 1933، وصل زبوروسكي المفلس إلى باريس مع زوجته، وجنّده اللاجئ اللينينغرادي، ألكسندر ألدير، كعميل في المفوضية الشعبية للشؤون الداخلية. زود المفوضية بنبذة عن حياته وكشف أن أخته وشقيقيه عاشوا في الاتحاد السوفيتي. وفقًا للمؤرخ جون جي.دزياك، جندته المفوضية الشعبية للشؤون الداخلية ضمن مجموعة خاصة بعمليات قتل أعداء جوزيف ستالين. ومن بين الذين تعرضوا للاغتيال إغناس ريس (1937)، وأندريس نين (1937)، ووالتر كريفيتسكي (1941). ويقال أن هذه المجموعة شملت أيضًا ليونيد إيتينغون، ونيكولاي فاسيليفيتش سكوبلن، وسيرغي إيفرون، وديفيد ألفارو، سيكيروس، وربما المحلل النفسي ماكس إيتينغون.

### التعاون مع ليف سيدوف
اتخذت المفوضية الشعبية للشؤون الداخلية خطوات لمساعدته في التسلل إلى منظمة باريس التي يديرها ليف سيدوف ابن ليون تروتسكي. أصبح زبوروسكي المعروف باسم إتيان، صديقًا لزوجة سيدوف، جين مارتن، واقترحت اسمه لشغل منصب السكرتير لسيدوف. نظرًا لطبيعته المجاملة وعمله الدؤوب، ولأنه كان أيضًا متحدثًا روسيًا في مجموعة فرنسية الأصل، سرعان ما أصبح إتيان عضوًا لا غنى عنه لسيدوف. عمل كعضو في اللجنة المركزية للمجموعة، وكان يقرأ بريد سيدوف ويرد عليه، وحرر النسخة الروسية من مجلة المقاومة، وخزن جزءًا من أرشيف تروتسكي في منزله، وشغل منصب نائب سيدوف في غيابه. طوال الوقت، كان إتيان يقدم تقارير عن نشاطات كل من تروتسكي (اسمه الرمزي أولد مان)، وسيدوف (اسمه الرمزي سوني)، والتروتسكيين(اسمه الرمزي بوليكاتس)، للعاملين في المفوضية الشعبية للشؤون الداخلية.

### وفاة ليف سيدوف
في 8 فبراير عام 1938، أُصيب سيدوف المرهق بالتهاب حاد في الزائدة الدودية. أقنعه إتيان بإجراء العملية سرًا في عيادة خاصة صغيرة يديرها المهاجرون الروس في باريس، والتي كشف إتيان موقعها على الفور للمفوضية الشعبية للشؤون الداخلية. خضع سيدوف للعملية في نفس المساء، وبدا أنه سيتعافى بشكل طبيعي خلال بضعة أيام. لكن ساء وضعه فجأة، وعلى الرغم من عمليات نقل الدم المتكررة، توفي بألم شديد في 16 فبراير وهو في الثانية والثلاثين من عمره. يختلف المؤرخون حول ما إذا كان سيدوف قد قُتل على يد المفوضية الشعبية للشؤون الداخلية أم لا، وهناك أدلة كثيرة تدعم الطرفين.

### تحقيق داخلي من قبل التروتسكيين
بعد وفاة سيدوف، بدأ تروتسكي تحقيقًا مع إتيان وأوكل المهمة إلى رودولف كليمنت، الذي ساعد تروتسكي في إحدى المرات، ونظم الأممية الرابعة التروتسكية. قبل أن يتمكن كليمنت من إكمال التحقيق، استدرجه عميل يدعى إيل توبمان إلى شقة على الضفة اليسرى من النهر وقتله بمساعدة اثنين من العملاء الآخرين، وهما المدعو«تورك» وألكسندر كوروتكوف. قطعوا رأس كليمنت وساقيه ووضعوا الجثة في صندوق وألقوا بها في نهر السين. بعد عدة أيام تلقى التروتسكيون خطابًا مكتوبًا من كليمنت يتهم فيه تروتسكي بالتعاون مع أدولف هتلر. لا شك أن الرسالة، المفبركة من قبل المفوضية الشعبية للشؤون الداخلية، كانت تهدف إلى تفسير اختفاء كليمنت وإدانة تروتسكي في الوقت نفسه. ومع ذلك، حملت الأمواج جثة كليمنت مقطوعة الرأس إلى الشاطئ في أغسطس عام 1938 وتعرف عليها اثنان من التروتسكيين، من خلال ندبة على إحدى يديه.

## حياته لاحقًا في نيويورك

### تتبع كرافشينكو
هرب زبوروسكي إلى الولايات المتحدة بعد الغزو النازي لفرنسا. ساعده الأمريكيان التروتسكيان ديفيد وليليا دالين في هجرته، وفي الحصول على عمل في مصنع مسامير في بروكلين. استأجر شقة فاخرة في مانهاتن بأموال من مصدر غير معروف في مبنى عائلة دالين، واستأنف مرة أخرى عمله السابق بالتجسس على التروتسكيين. ظهرت أسماؤه الرمزية توليب وكانت في فك نحو أربع وعشرين رسالة مشفرة في برنامج فينونا، وكان يبلغ المراقب السوفيتي جاك سوبل بالمعلومات. تجسس زبوروسكي على الزوجان دالين وساعد المفوضية الشعبية للشؤون الداخلية في البحث عن فيكتور كرافشينكو، وهو مهندس سوفيتي وبيروقراطي من المستوى المتوسط، انشق عن مهمة تجارية في عام 1944. نشر كرافشينكو كتابًا بعنوان أنا أختار الحرية (1946)، والذي وصف عمليات القمع وحملات التطهير وسياسة التجميع ومعسكرات العمل القسري في الاتحاد السوفيتي.

### نشاطه الأكاديمي
بحلول عام 1945، انتهى دور زبوروسكي كعميل سري. ووجه تركيزه على مهنته الأكاديمية ووجد عملًا بمساعدة مارغريت ميد، كمساعد باحث في جامعة هارفارد. في عام 1952، نشر كتاب «الحياة مع الناس» (بالتعاون مع إليزابيث هيرزوغ)، الذي تضمن دراسة رائدة عن حياة اليهوديين في مناطق أوروبا الشرقية قبل الحرب العالمية الثانية. تلقى الكتاب إشادة من النقاد وأُعيد طبعه مرات عديدة. أجرى أبحاثًا في جامعة كورنيل من عام 1951 إلى عام 1954. أصبح مواطنًا أمريكيًا في عام 1947.

### التحقيق في مجلس الشيوخ والإدانة
كشف المنشق ألكسندر أورلوف عن حقيقة زبوروسكي ضمن جلسة استماع للجنة الفرعية للأمن الداخلي بمجلس الشيوخ في سبتمبر عام 1955. علم مكتب التحقيقات الفيدرالي أن زبوروسكي كان عميلًا للمفوضية الشعبية للشؤون الداخلية من المعلومات التي حصلوا عليها من عميلهم المزدوج بوريس موروس. ظهر زبوروسكي أمام اللجنة الفرعية لمجلس الشيوخ في فبراير عام 1956. نظرًا لأنه كان متحررًا من الملاحقة القضائية بسبب أنشطته في فرنسا، اعترف زبوروسكي بكونه عميلًا في المفوضية الشعبية للشؤون الداخلية في باريس، لكنه نفى دوره كعميل في أمريكا. ادعى في شهادته أن المفوضية الشعبية للشؤون الداخلية حاولت تجنيده كعميل في نيويورك لكنه رفض: «في ذلك الوقت، أصبحت تقريبًا- أصبحت هستيريًا وأتذكر جيدًا، أنني ضربت قبضتي على الطاولة وقلت: «لن أفعل أي شيء معكم بعد اليوم». ثم خرجت، ومنذ ذلك الحين، لم أر أحدًا». أثبتت عملية فك شيفرة فينونا بوضوح أن زبوروسكي كذب حول هذا الموضوع وحول تفاصيل أخرى من ضمن شهادته. أدين زبوروسكي بتهمة الحنث باليمين، وبعد الاستئناف وإعادة المحاكمة، حكم عليه بالسجن لمدة أربع سنوات في عام 1962.

### عودته إلى الأوساط الأكاديمية
بعد إطلاق سراحه، استأنف مسيرته الأكاديمية ونشر كتابًا بعنوان أناس يتألمون (1969)، الذي تضمن دراسة عن ردود الفعل تجاه الألم من قبل أفراد من ثقافات مختلفة. انتقل إلى سان فرانسيسكو حيث شغل منصب مدير جمعية الألم في مستشفى ماونت زيون.

## موته
توفي زبوروسكي في عام 1990 عن عمر يناهز الثمانين.

## وصلات خارجية
- قصة مارك زبوروفسكي: جاسوس ستالين في الأممية الرابعة